# Ма Ван Кханг
Ма Ван Кханг (вьет. Ma Văn Kháng, род. 1936), псевдоним, настоящее имя Динь Чонг Доан (вьет. Đinh Trọng Đoàn) — вьетнамский писатель. Первый сборник его рассказов вышел в 1969 году. Ма Ван Кханг также автор повести для детей «Соловушка» (1972).

## Биография
Ма Ван Кханг родился в деревне Ким Лиен под Ханоем.
С 1962 года по 1964 год учился в Ханойском педагогическом университете.
Член Союза писателей Вьетнама с 1974 года.

## Сочинения
- Сб. рассказов «Сезон поздних слив» 1972.
- Сб. рассказов «Подкова» 1973.
- Сб. Парень из рода Ханг.

## Переводы на русский язык
- Песни мео. //  Иностранная литература № 9. 1973.
- Лунная песня. // Иностранная литература. № 9.1975. с.34-48.
- Когда в саду облетают листья. Пер. с вьет. И. Зимониной. Предисл. Выонг Чи Няна. М.: Радуга, 1989. -384 с.